# 高峰乡 (金阳县)
高峰乡，是中华人民共和国四川省凉山彝族自治州金阳县曾经下辖的一个乡。2021年1月12日，撤销高峰乡，其所属行政区域为百草坡镇的行政区域。

## 行政区划
高峰乡撤销前下辖以下地区：
基达村、火花村、哼地村、东方村、舌觉村和纠火村。